# Kalomo (Fluss)
Der Kalomo ist ein etwa 250 Kilometer langer linker Nebenfluss des Sambesi in Sambia.

## Verlauf
Der Fluss hat seine Quellen im nördlichen Osten des Distriktes Kalomo, etwa 30 km westlich von Choma auf etwa 1375 Metern höhe. Er fließt zunächst auf einer Hochebene in westliche Richtung. Dann dreht er auf Süd und behält diesen Kurs bis kurz vor seiner Mündung bei. Erst 30 km vor seiner Mündung ändert er seinen Kurs auf Südost. Mit seinem Unterlauf bildet er die Distriktgrenze zwischen Kazungula und Zimba. Der Kalomo mündet schließlich etwa 80 km oberhalb der Kariba-Talsperre in den Sambesi.

## Abfluss
Bei starken Niederschlägen kann es zu Überschwemmungen kommen. Ebenso fällt der Fluss meist im September trocken.
Die Abflussmenge des Kolomo wurde am Pegel Kolomo Dam, bei knapp der ½ des Einzugsgebietes, in m³/s gemessen.

## Staudämme
Es gibt einige Staudämme im Einzugsgebiet der Kalomo. Mit einem davon, den B Williams Damm, wird er etwa 10 km vor der Stadt Kalomo  aufgestaut. Dieser brach nach starken Niederschlägen im Februar 2013, wurde aber im gleichen Jahr wieder errichtet.